# Nowogard (gemeente)
De gemeente Nowogard is een stad- en landgemeente in powiat Goleniowski. Aangrenzende gemeenten:
- Maszewo, Osina en Przybiernów (powiat Goleniowski)
- Płoty (powiat Gryficki)
- Golczewo (powiat Kamieński)
- Dobra, Radowo Małe en Resko (powiat Łobez)

Zetel van de gemeente is in de stad Nowogard.
De gemeente beslaat 20,9% van de totale oppervlakte van de powiat.

## Demografie
Stand op 30 juni 2004:
| Omschrijving                   | Totaal | Totaal | Vrouwen | Vrouwen | Mannen | Mannen |
| ------------------------------ | ------ | ------ | ------- | ------- | ------ | ------ |
| eenheid                        | aantal | %      | aantal  | %       | aantal | %      |
| inwoners                       | 24 426 | 100    | 12 377  | 50,7    | 12 049 | 49,3   |
| bevolkingsdichtheid (inw./km²) | 72,1   | 72,1   | 36,5    | 36,5    | 35,6   | 35,6   |

De gemeente heeft 31,3% van het aantal inwoners van de powiat. In 2002 bedroeg het gemiddelde inkomen per inwoner 1221,08 zł.

## Plaatsen
- Nowogard (Duits Naugard, stad sinds 1309)

Administratieve plaatsen (sołectwo) van de gemeente Nowogard:
- Błotno, Brzozowo, Boguszyce, Czermnica, Dąbrowa Nowogardzka, Długołęka, Glicko, Grabin, Jarchlino, Karsk, Krasnołęka, Kulice, Lestkowo, Maszkowo, Olchowo, Orzechowo, Orzesze, Ostrzyca, Sąpolnica, Sikorki, Strzelewo, Szczytniki, Świerczewo, Trzechel, Wierzbięcin, Wojcieszyn, Wołowiec, Wyszomierz, Żabowo en Żabówko.